# Kottasberge
Die Kottasberge sind der nördlichste, etwa 360 km² große Gebirgsteil der Heimefrontfjella in Neuschwabenland. Sie bestehen aus einem zentralen Gebirgsmassiv, das durch zwei tief nach Süden eingeschnittene Kare gegliedert wird und zwei Nunatak-Ketten, die sich von diesem Massiv nach Osten und Südwesten erstrecken. Die etwa 6 km lange Nunatakkette im Osten trägt den Namen Arntzenrustene und besteht aus acht kleinen Nunatakker, die Nunatakkette im Südwesten ist etwa 14 km lang und besteht aus 12 Nunatakker. Der höchste Gipfel ist der 2159 m hohe Schivestolen im zentralen Massiv der Kottasberge.

## Entdeckung und Benennung
Die Kottasberge wurden von der Deutschen Antarktischen Expedition 1938/39 während des ersten photogrammetrischen Fluges am 20. Januar 1939 gesichtet. Der Flug musste jedoch wegen schlechter Sicht frühzeitig abgebrochen werden, wodurch nur dieser Teil der Heimefrontfjella gesichtet wurde. Das Gebirge wurde Kottas-Berge nach Alfred Kottas (1885–1969) benannt, dem Kapitän des Expeditionsschiffes Schwabenland.
Während der Norwegisch-Britisch-Schwedischen Expedition 1949–52 wurde das Gebiet erneut überflogen und erkannt, dass es sich nur um den nördlichen Teil eines größeren Gebirges handelte. Auf der norwegischen topographische Karte im Maßstab 1:250.000 wird der nördliche Teil der Heimefrontfjella als Milorgfjella bezeichnet, nach der Widerstandsorganisation Milorg. Da die Bundesregierung das mit der Entdeckung verbundene Recht der Namensvergabe durch die Deutsche Antarktische Expedition 1938/39 bestätigte, hat der Name Kottas-Berge Priorität und wird (in der neuen Schreibweise Kottasberge) auf neueren Karten wieder verwendet.

## Geologie
siehe auch Geologie der Heimefrontfjella

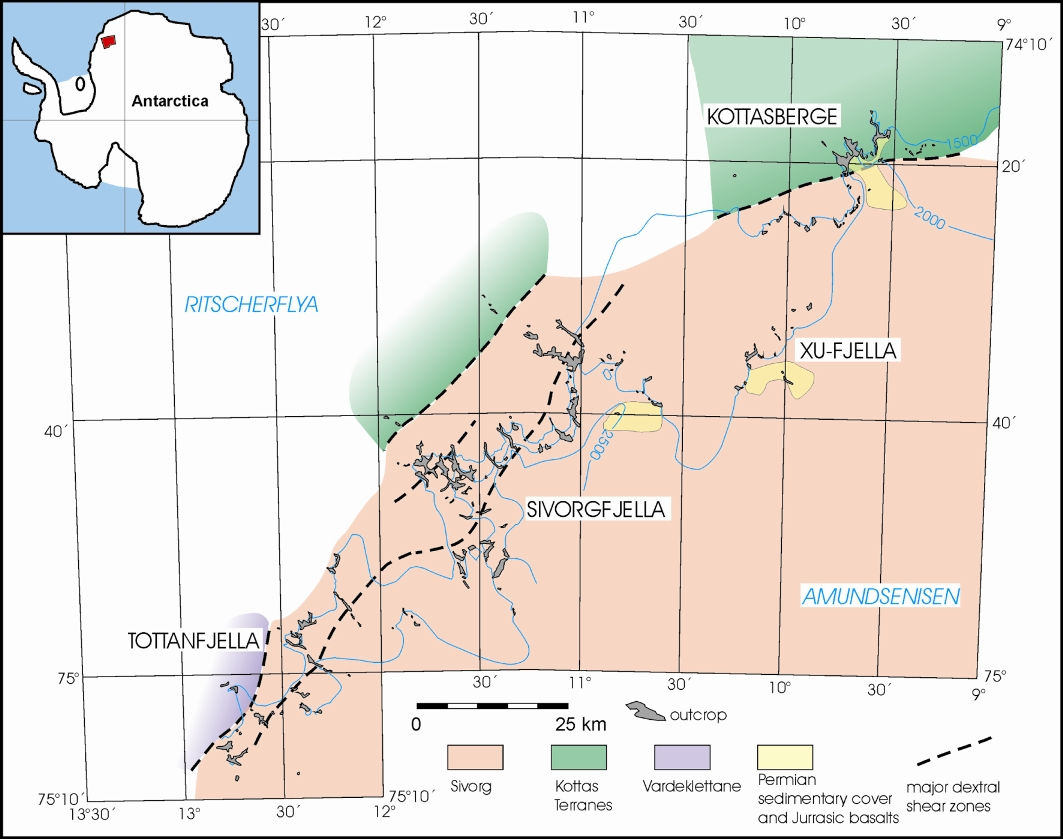
Geologische Übersichtskarte der Heimefrontfjella.

Die Kottasberge wurden im Südsommer 1993/94 durch eine Deutsch-Südafrikanische Expedition systematisch geologisch erforscht und kartiert.
Geologisch weisen die Kottasberge im Vergleich zu den weiter südlich liegenden Teilen der Heimefrontfjella einige Besonderheiten auf. Das metamorphe Grundgebirge entstand aus einem Inselbogen, der vor etwa 1100 mya mit dem Grunehogna-Kaapvaal-Kraton kollidierte. Im Gegensatz zu den übrigen Teilen der Heimefrontfjella wurde dieser Gebirgsteil nicht noch einmal im Kambrium deformiert und metamorph überprägt. Eine Störungszone markiert die Grenze des kambrischen Gebirges; diese verläuft unmittelbar südlich des zentralen Massivs der Kottasberge und ist in den Nunataks Hasselknippenova und Lauringrabben aufgeschlossen. Deutlich sichtbar wird diese Krustengrenze auf aeromagnetischen Aufnahmen.

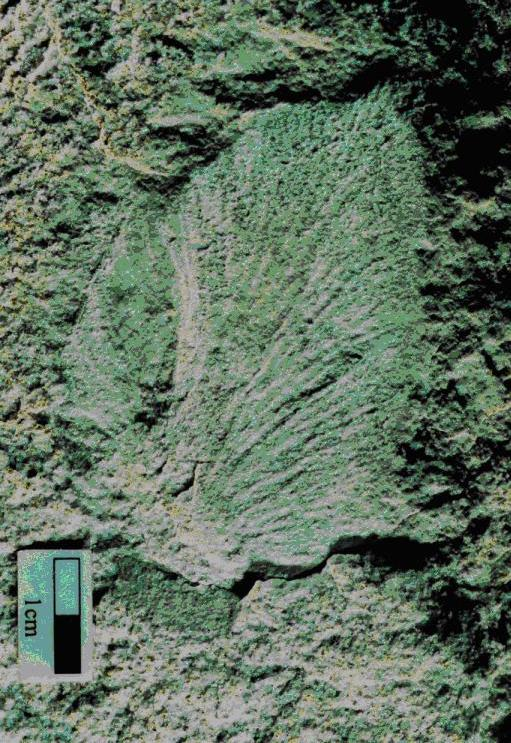
Blattabdruck von Gangamopteris cyclopteroides FEIST, Fundort Kottasberge.

Nach einer langen Zeit der Abtragung wurden erst im Perm wieder Sedimente abgelagert. Diese enthalten gut erhaltene Pflanzenabdrücke und Spuren von wurmartigen Tieren. In den bis zu 140 m mächtigen Sandsteinen sind mehrere dünne Kohleflözchen eingebettet.